# Santa Gertrudis, Zacapu
Santa Gertrudis är en ort i Mexiko.   Den ligger i kommunen Zacapu och delstaten Michoacán de Ocampo, i den centrala delen av landet, 280 km väster om huvudstaden Mexico City. Santa Gertrudis ligger 1 998 meter över havet och antalet invånare är 834.
Terrängen runt Santa Gertrudis är kuperad åt nordväst, men åt sydost är den platt. Runt Santa Gertrudis är det ganska tätbefolkat, med 111 invånare per kvadratkilometer. Närmaste större samhälle är Zacapú, 7,3 km söder om Santa Gertrudis. I omgivningarna runt Santa Gertrudis växer huvudsakligen savannskog.